# Colònia d'Aden
La colònia d'Aden fou una colònia britànica a l'actual Iemen. La colònia es va formar el 1839 quant el soldà abdali de Lahej va cedir un territori on els britànic volien establir una base pels seus vaixells, després de l'obertura del canal de Suez (16 de gener de 1839).
La colònia va ser posada sota dependència de l'Índia Britànica, i fou administrada des de Bombai. El capità S. B Haines, que havia obtingut la cessió, fou el primer agent britànic (1839-1854). El 1857 la colònia fou ampliada amb l'illa de Perim. El 1859 es va introduir la figura del resident que va existir fins al 1932.
El 1868 les illes de Kúria Múria, cedides 14 anys abans pel soldà de Mascat, foren posades sota l'autoritat del resident britànic a Aden sense formar part de la colònia. Entre 1868 i 1888 es van comprar nous territoris al soldans de Lahej i als xeics aqrabi de Bir Ahmad, especialment el 1881-1882 quan es va comprar Sheikh Othman. El 1915 l'illa de Kamaran a la costa del Iemen fou ocupada als otomans, i els anglesos la van conservar al final de la guerra; fou posada tanmateix sota dependència del resident britànic però no va formar part de la colònia.
Aden va esdevenir colònia separada l'1 d'abril del 1937. El comissionat Bernard Rawdon Reilly va demanar un emblema (badge) per la nova colònia, que ja estava dissenyat el 23 de febrer del 1937, obra de Geogre Kruger Gray, amb dos vaixells de vela típics (amb la bandera de l'estat Quaiti). El pavelló blau amb l'emblema fou utilitzat a partir de l'1 d'abril del 1937 i a la residència de Reilly es va col·locar l'emblema al centre de la bandera britànica rodejat per llorers com era habitual als estendards dels governadors.
Una autonomia limitada fou concedida a la colònia el 1947.
L'11 de febrer de 1959 es va crear la Federació d'Emirats Àrabs del Sud, amb sis estats, però la colònia no va alterar el seu status. Tot i així el 1960 a la Conferència Afrioasiàtica de Dones una delegació que hi va estar present va utilitzar una bandera blanca amb inscripció "Aden" (lletres àrabs) en vermell.
El 18 de gener de 1963 la colònia va esdevenir Estat d'Aden, amb una nova constitució i una nova bandera; l'estat va ingressar el mateix dia a la Federació d'Aràbia del Sud.

## Llista de governants
- Agents britànics:
  - 1839-1854 Stafford Bettesworth Haines (inicialment comandant, després agent)
  - 1854 James Outram
  - 1854 - 1859 William Marcus Coghlan
- Residents:
  - 1859 - 1863 William Marcus Coghlan
  - 1863 - 1867 William Lockyer Merewether
  - 1867 - 1870 Edward Lechmere Russell
  - 1870 - 1872 Charles William Tremenheere
  - 1872 - 1878 John William Schneider
  - 1878 - 1882 Francis Adam Ellis Loch
  - 1882 - 1885 James Blair
  - 1885 Frederick Mercer Hunter (acting)
  - 1885 - 1890 Adam George Forbes Hogg
  - 1890 - 1895 John Jopp
  - 1895 - 1898 Charles Alexander Cunningham
  - 1898 - 1900 Garratt O'Moore Creagh (primera vegada)
  - 1900 - 1901 H.E. Penton
  - 1901 - 1902 Garratt O'Moore Creagh (2nd time)
  - 1902 - 1904 Pelham James Maitland
  - 1904 - 1906 Harry Macan Mason
  - 1906 - 1910 Ernest de Brath
  - 1910 - 1915 James Alexander Bell (primera vegada)
  - 1915 - 1916 David Shaw (interí)
  - 1916 James Alexander Bell (segona vegada)
  - 1916 Charles Henry Uvedale Price (interí)
  - 1916 - Apr 1919 James Alexander Bell (tercera vegada)
  - 1919 - 1921 James Marshall Stewart
  - 1921 - 1925 Thomas Edwin Scolt
  - 1925 - 1928 John Henry Keith Stewart
  - 1928 - 1931 George Stewart Symes
  - 1931 - 1932 Bernard Rawdon Reilly
- Comissionat en cap:
  - 1932 - 1937 Bernard Rawdon Reilly
- Governadors 
  - 1937 - 1940 Sir Bernard Rawdon Reilly
  - 1940 - 1945 John Hathorn Hall (1941 Sir)
  - 1945 - 1950 Reginald Stuart Champion (1946 Sir)
  - 1950 - 1951 William Allmond Codrington Goode (interí)
  - 1951 - 1956 Sir Tom Hickinbotham
  - 1956 - 1960 Sir William Henry Tucker Luce
  - 1960 - 1963 Sir Charles Hepburn Johnston